# Prochenberg (Berg)
Der Prochenberg ist ein Berg in der niederösterreichischen Eisenwurzen in den Ybbstaler Alpen. Mit seiner Höhe von 1123 m ü. A. ist er der Hausberg der Marktgemeinde Ybbsitz.

## Lage
Der Prochenberg fällt nach Westen in die Noth, das Engtal des Prollingbaches ab und wird im Norden und Osten durch das Tal der Schwarzen Ois begrenzt. Nordwestlich liegt an seinem Fuß der Ort Ybbsitz und südöstlich der Wallfahrtsort Maria Seesal.

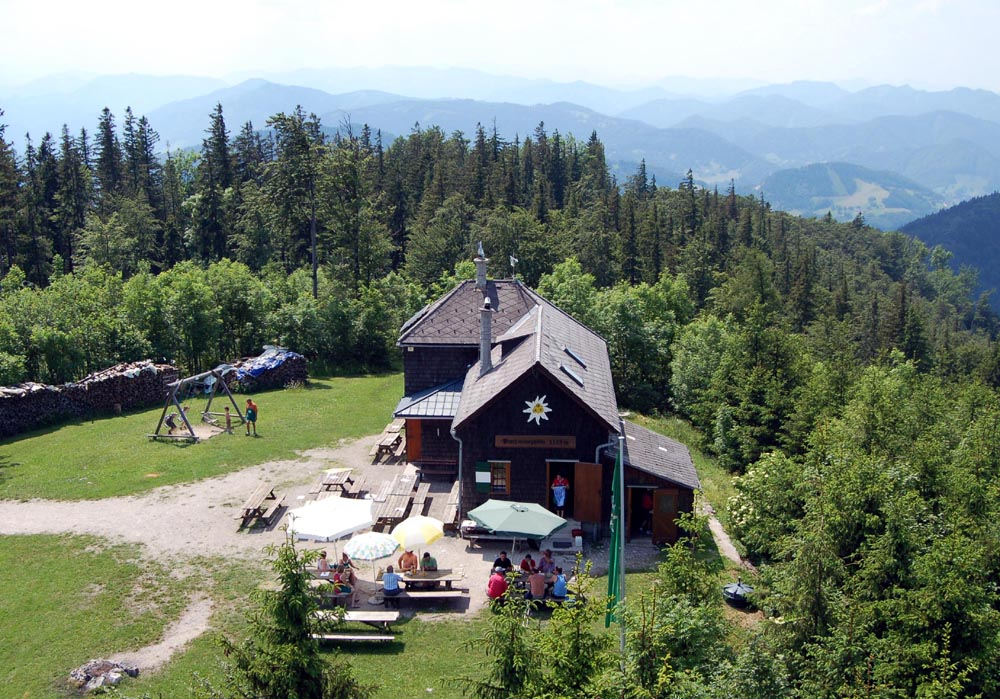
Der Gipfel mit der Prochenberghütte (vom Aussichtsturm Richtung Westen)

Der zweigipfelige Kamm des Prochenbergs hat den höchsten Punkt am Ostgipfel, auf dem die ursprünglich 1866 erbaute Prochenberghütte der Sektion Waidhofen/Ybbs des ÖAV steht. Neben der Hütte ragt ein stählerner Aussichtsturm über die Bäume und erlaubt Tiefblicke auf Ybbsitz wie auch die Aussicht auf die nahen Berge Ötscher und Dürrenstein, nach Norden den Blick auf das Alpenvorland bis zum Dunkelsteinerwald und das südliche Waldviertel.
Der Aussichtsturm wurde 1989 von einem traditionsreichen Unternehmen der lokalen eisenverarbeitenden Industrie zu seinem 325-jährigen Gründungsjubiläum errichtet.
Bis zu einem Windbruch und nachfolgenden Schlägerungen im Jahre 1980 war die Gipfelkuppe bewaldet und die Aussicht durch Bäume verstellt.
Auf dem Kreuzkogel, dem nur geringfügig niedrigeren Westgipfel, befindet sich ein Gipfelkreuz aus Holz. Nach umfangreichen Schlägerungen bietet auch diese Erhebung ein freies Panorama (Stand von 2011).

## Routen
Der Prochenberg ist von mehreren Seiten über Wanderwege unschwierig erreichbar.
Der kürzeste Aufstieg führt vom Ybbsitzer Ortsteil Prochenberg (Haselsteinhof, 624 m ü. A.) über die Haselsteinwand und den Nordostrücken zum Gipfel. Ebenfalls vom Haselsteinhof führt eine Forststraße bis zur Schutzhütte, die gerne auch von Mountainbikern benutzt wird.
Von Maria Seesal führt ein Weg steil über den Südostrücken, der auch von Mitterlehen (Kleinprolling) aus erreicht werden kann.

## Haselsteinwand

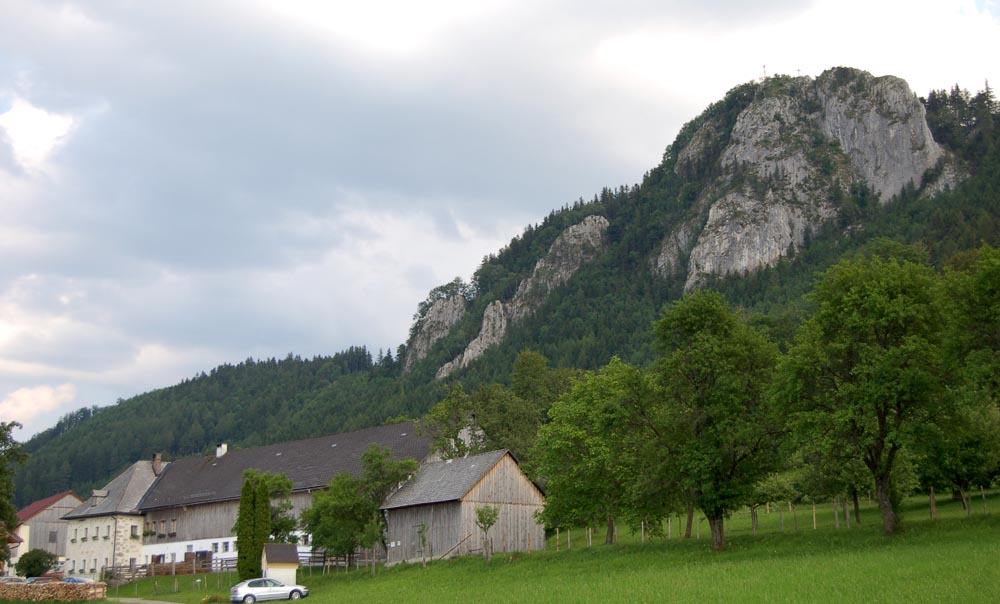
Haselsteinhof mit Haselsteinwand

Die Haselsteinwand (904 m ü. A.) ist ein nordöstlich vorgelagerter Felskopf, der mit steiler Wand zum Haselsteinhof abbricht. Auf der Haselsteinwand wurde von der Pfarre Ybbsitz ein Kreuz errichtet, das der Gefallenen des Zweiten Weltkriegs gedenkt und die Inschrift: „Gott dankend für unsere Heimkehr“ trägt. Das Kreuz ist in der Nacht beleuchtet und weit ins Alpenvorland hin zu sehen. Wenige Meter daneben ragt ein Mobilfunkmast in den Himmel.
Auf der Haselsteinwand ist ein Klettergarten eingerichtet worden.

## Ehemaliges Schigebiet
An der Nordseite des Prochenbergs, nordwestlich der Haselsteinwand, befand sich in den 1970er und 1980er Jahren ein kleines Schigebiet mit zwei Schleppliften. Der längere führte zum Ochsenboden, von wo eine sehr steile Abfahrt durch die „Schluichten“, eine Wiesenmulde möglich war.
Auf einer „Alte Rennstrecke“ genannten Schitourenabfahrt war es möglich, vom Gipfel durch steile Schläge in der Nordseite über den Ochsenboden bis nach Ybbsitz abzufahren, immerhin mit 700 Metern Höhenunterschied eine der ehemals schwierigsten Abfahrten in Niederösterreich. Die Strecke wurde im Jahre 1958 im oberen Teil neu angelegt, aber schon Ende der 1970er Jahre kaum noch befahren.

## Meteoritenfund
Bei Arbeiten für eine Geologische Karte fand der Geologe Wolfgang Schnabel von der Geologischen Bundesanstalt am 17. September 1977 einen Meteoriten. Der 14,6 Kilogramm schwere H4-Chondrit befand sich am Nordhang des Prochenbergs auf 650 m ü. A. Das 11,9 Kilogramm schwere Hauptstück des Meteoriten befindet sich heute im Naturhistorischen Museum in Wien.

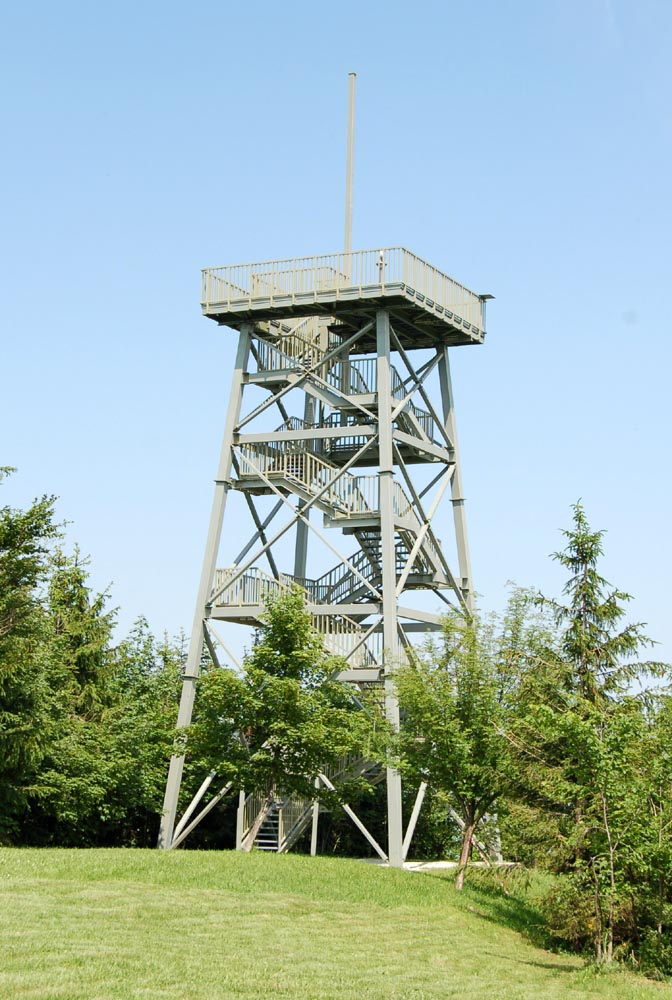
Der Aussichtsturm auf dem Prochenberg von der Hütte aus gesehen
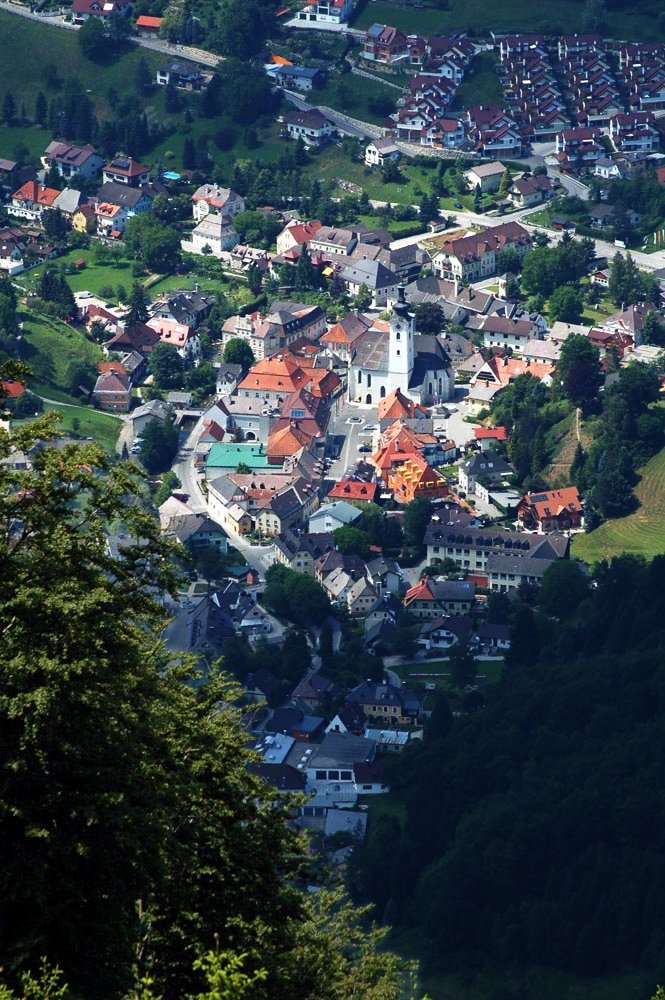
Tiefblick auf Ybbsitz